# 韋尼奧夫
54°21′N 38°16′E / 54.350°N 38.267°E
韋尼奧夫（俄语：Венёв）是俄羅斯圖拉州東部的一個城市，位於首府圖拉以東52公里。2002年人口16,167人。
該地於12世紀在距離現址7公里處建立，1777年設市。